# Veronica javanica
Veronica javanica là một loài thực vật có hoa trong họ Mã đề. Loài này được Blume miêu tả khoa học đầu tiên năm 1826.